# De Kat (Utrecht)
De Kat is een verdwenen molen in de Nederlandse stad Utrecht.

## Geschiedenis
De Kat werd in 1746 buiten de stadsmuren gebouwd aan de huidige Vleutenseweg en stond ook wel bekend als de Achtermolen. Hij verving daarbij op die locatie een houten korenmolen. De in steen gebouwde De Kat kreeg dezelfde bouw als de molen De Meiboom die net daarvoor al aan de Utrechtse stadswal was verrezen. Een brand in 1877 verwoestte De Kat, waarna hij in 1909 werd gesloopt. De gevelsteen van De Kat is in de collectie van het Centraal Museum opgenomen. Daarop staat onder meer een kat afgebeeld met daaronder de volgende tekst:
| De Snellee Kat Siet Na De Stadt Als Niuw Gebooren Om T Schoonste Graan Te Malee Gaan Na Elcks Behooren. G.E.B. Gs. Door Dk Van Odyck A° 1746. |

In de Lange Hagelstraat 42 is een gevelsteen aangebracht die herinnert aan deze molen.